# Parque Pereyra Iraola
El Parque Provincial Pereyra Iraola es un extenso parque urbano situado en la Provincia de Buenos Aires, en Argentina. Es la zona de mayor biodiversidad de la provincia.
El terreno perteneció a la familia Pereyra Iraola, quien se lo adquirió a Juana Rita Pinto y llamó a la estancia San Juan. En 1948 fue expropiado por el gobierno de Juan Domingo Perón para construir un parque para la comunidad que se inauguró un año más tarde. El parque tiene 10.246
hectáreas y se encuentra ubicado entre los municipios de Berazategui, Ensenada, Florencio Varela y La Plata.
Durante la segunda presidencia de Juan Domingo Perón, el actual parque y la estación de tren del ramal que une Constitución con La Plata se denominaban Derechos de la Ancianidad.

## Historia
Todo inició con la subdivisión del territorio bonaerense en 1580, en la segunda fundación de Buenos Aires y el reparto de “suertes principales” realizado por Juan de Garay. El actual Parque Pereyra Iraola comenzó como un conjunto de estancias coloniales; la estancia "Las Conchitas", de aproximadamente 13 000 hectáreas, pasó por un complejo y continuado proceso de traslaciones dominiales y sucesiones hasta finalmente ser vendida por doña Juana Rita Pinto de Ximenez a favor de Simón Pereyra en 1850, pasándose a llamar a partir de allí «Estancia San Juan». Simón Pereyra falleció en 1852 y la propiedad pasó a manos de su único hijo, don Leonardo Pereyra, quien se volvería uno de los mayores transformadores de la estancia, luego de que durante un viaje por Europa estudiara los parques y jardines, aprendiendo de ellos que la forestación conserva el suelo y genera un microclima que beneficia la producción ganadera. Así, en 1860 comienza la forestación de la Estancia San Juan. Además del parque, también hizo mejoras edilicias; San Juan de Pereyra se convirtió en una estancia modelo y fue visitada por personalidades ilustres del país y del extranjero, como la Infanta Isabel de España en 1910. Con la muerte de Leonardo, la propiedad se dividió entre sus seis hijos. Los dos varones recibieron las estancias mayores (San Juan y Santa Rosa), mientras que las cuatro mujeres recibieron las estancias La Porteña, Las Hermanas, Abril y El Carmen.
Más tarde, el 7 de enero de 1948, el entonces Presidente de la Nación Argentina Tte. Gral. Juan D. Perón, en su discurso ante el Congreso, anunció la expropiación de las estancias San Juan y Santa Rosa, con el objetivo de:

«Salvar este tesoro forestal y artístico estratégicamente implantado entre Buenos Aires y La Plata y realizar una vasta obra cultural, social, científico y turística que incluyera institutos experimentales, laboratorios, viveros y parques zootécnicos.»

El 28 de enero de 1949, se expropió a la familia Pereyra Iraola una superficie de 10 138 hectáreas y el 11 de marzo del mismo año, otras 110 hectáreas. Así, el 24 de febrero de 1950, se procedió a la inauguración del «Parque de los Derechos de la Ancianidad». Ese día, desde el balcón de la estancia Santa Rosa, el presidente de la Nación, el general Juan Domingo Perón, junto a su esposa, Eva Duarte de Perón, y el gobernador de la Provincia de Buenos Aires, Domingo Mercante, se dirigieron a unas 20 000 personas que se habían congregado al efecto, quedando inaugurado y abierto al uso público unas 800 hectáreas de la ex estancia Santa Rosa.

## Turismo sustentable
El Parque Pereyra Iraola encaja en la categoría de turismo sustentable, que es aquel turismo “que tiene plenamente en cuenta las repercusiones actuales y futuras, económicas, sociales y medioambientales para satisfacer las necesidades de los visitantes, de la industria, del entorno y de las comunidades anfitrionas”. El parque está protegido y limita sus actividades a los visitantes, sin embargo pueden realizarse actividades de recreación, descanso y educativas en un ambiente natural, que pretende fomentar la conservación del medio ambiente.

### Estación de Cría de Animales Silvestres (ECAS)
Está ubicado sobre el Camino Centenario a 16,200 kilómetros de La Plata. El predio depende del Ministerio de Asuntos Agrarios, y fue inaugurado el 25 de julio del  año 1971. En principio se llamó "Estación de Cría de Animales Salvajes", pero más adelante cambiado por Silvestres ya que se consideró más apropiado por el tipo de fauna que habita en el lugar.
Fue inaugurada en 1971; los primeros animales provenían del zoológico de La Plata y del zoológico de Buenos Aires, así como de donaciones privadas.
Su objetivo en un principio era formar un parque recreativo y educativo donde la gente pudiera visitar y observar los animales libres, y no en jaulas como en los zoológicos tradicionales. Posteriormente el objetivo cambió, y pasó a tener mayoritariamente fauna autóctona para que la estación funcionase como un centro de cría y banco genético, especialmente para aquellos animales en vías de extinción o regresión numérica. También es un objetivo la educación y concientización por la naturaleza y el medioambiente.
El recorrido se encuentra disponible para el público general de forma estacional, y se puede realizar únicamente en automóvil, pagando una entrada. En el recorrido se pueden ver distintas especies de animales y aves en libertad, además de algunas especies acuáticas en un lago del predio.
Se otorgan recorridos guiados a establecimientos educativos, y se otorga un lugar específico para docentes que atienden niños con capacidades diferentes a través de un programa denominado “Ser desde otra mirada”; por medio de este, los alumnos de algunos colegios especiales (tanto públicos como privados) de la región realizan terapia al aire libre con animales.

### Estación biológica de Aves Silvestres (EBAS)
Es un predio ubicado en el interior del ECAS, inaugurado en 1979 y creado con el objetivo de desarrollar acciones de conservación de las especies de aves rapaces que habitan el área del Gran La plata y partidos vecinos. Se dedicaba a la conservación, cría, reproducción y reintroducción en sus hábitats naturales de las distintas especies de aves, y cerrarlo fue una decisión de la Administración del Ministerio. Desde el año 2012 hasta la actualidad es un Centro de Rescate de Aves Rapaces.

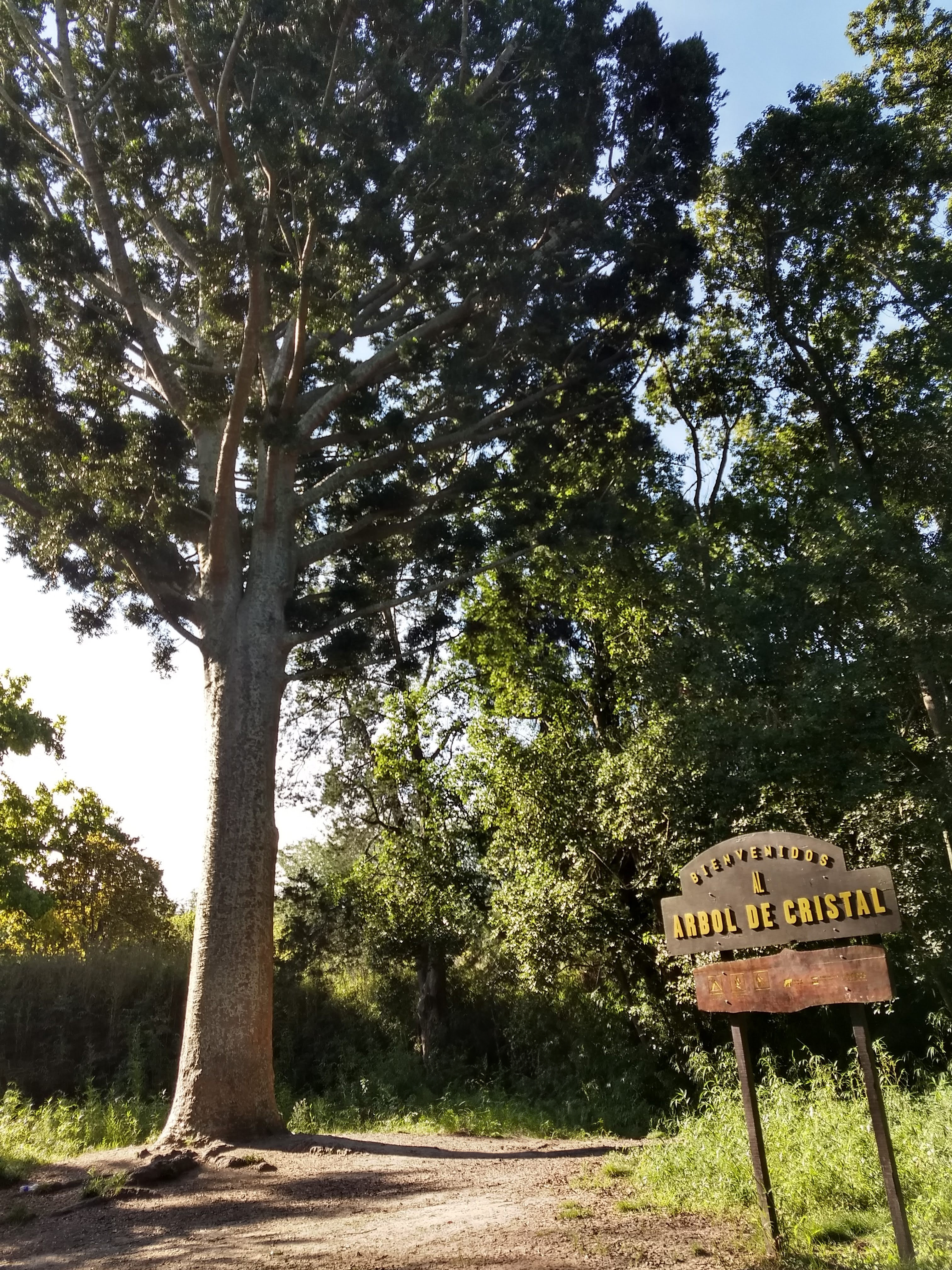
Árbol de Cristal del Parque Pereyra Iraola.

### Árbol de Cristal
El Árbol de Cristal o Agathis Alba es un tipo de árbol traído por los Pereyra Iraola en el siglo XIX desde Indochina, y el ejemplar ubicado en el Parque Pereyra es el único sobreviviente de los 12 que se plantaron en esa zona hace 150 años, sin tener otro para poder reproducirse.
Se caracteriza por exhudar una resina en forma de “lágrimas”, que en las noches de luna llena reflejan su luz, brindando la sensación de ser realmente un árbol de cristal, de donde proviene su nombre.
Fue declarado Monumento Natural por la Honorable Cámara de Diputados de la Provincia de Buenos Aires, y atrae a cientos de personas que organizan caminatas y paseos en bici para conocerlo, ya que se encuentra en un sendero inaccesible para autos.

### Capilla Santa Elena
Se encuentra en la plaza central de la ex estancia Santa Rosa. A ella concurre no solo gente de la zona sino también muchos turistas gracias a su historia y las leyendas que cuentan sus pobladores originales. Fue mandada a construir por don Martín Pereyra Iraola en memoria de su hija mayor, Elena, que había fallecido a los quince años.
Se cree que fue construida aproximadamente en 1940, siendo así uno de los últimos edificios construidos por los Pereyra Iraola antes de la expropiación de las tierras.
Otro de sus grandes atractivos son las pinturas que la decoran, donadas por la pintora Susana Fedrano, de Buenos Aires, quien había soñado con que Leonardo Da Vinci la invitaba a pintar un mural en una Iglesia, y cuando conoció Santa Elena supo que era allí. Ella pintó "para las madres, para que se sientan fuertes"; la historia de la imagen que la gente llama "La Virgen del Parque" cuenta la historia de una niña que era obligada a abortar por sus padres en contra de su voluntad y que pidió ayuda a la Virgen, sus padres terminaron comprendiendo la situación y ella tuvo a su hijo. A la pintura le construyeron una ermita, pero la imagen desapareció en la dictadura, casi al mismo tiempo que comenzó la desaparición de personas.
Otras de las imágenes más conocidas que se pueden encontrar en la capilla, también donadas por Fedrano y que se encuentran en las paredes del templo, son "El sermón del Monte", "El silencio de María", "La Soledad de Cristo", "la visión de Patmos" y "María Magdalena".

## Reserva de la Biosfera
En el año 2008 la UNESCO declaró Reserva de la biosfera al Parque Pereyra Iraola. La iniciativa tiene como objetivo preservar la biodiversidad ante el avance de las edificaciones en la zona.
Por esto mismo, cuando durante la presidencia de Cristina Fernández de Kirchner abrió la licitación para el corredor vial que uniría el Acceso Norte con la autopista La Plata-Buenos Aires, fueron muchos los vecinos, ambientalistas y asociaciones de Villa Elisa y otras localidades del norte de La Plata que decidieron en una asamblea que recurrirían a la Justicia para frenar la construcción de la misma, también haciendo movilizaciones en pos de frenar la construcción. Según el proyecto, la vía comenzaría en el Camino del Buen Ayre, pasaría por Ituzaingó, Merlo, La Matanza, Ezeiza, Presidente Perón, San Vicente, Berazategui y Florencio Varela. Serían 117 kilómetros de doble mano y hasta 120 metros de ancho. Tras años de objeciones vecinales, el recorrido de la autopista fue finalmente modificado para que no atravesara el Parque; la traza elegida fue por la ruta 2 hasta la rotonda de Alpargatas para retomar la Autopista La Plata-Buenos Aires, evitando así un enorme daño ambiental.
Actualmente el Parque Pereyra Iraola cuenta con más de 132 especies forestales introducidas y flora autóctona como talas, espinillos, blanquillos, ceibos, lianas, sauces, helechos y rastreras que crean un sotobosque. Además, habitan en el bosque cerca de 200 especies de aves, entre ellas cardenales, zorzales, loros, teros, benteveos, carpinteros, calandrias y golondrinas.

## Infraestructura
Además de su riqueza natural, el predio contiene un invalorable patrimonio arquitectónico. Las construcciones dispersas por la gran extensión de tierra datan del siglo XIX. La señorial casona Santa Rosa -actual administración del parque-, por caso, era uno de los cascos de estancia.
Otras edificaciones más pequeñas pero de igual valor cultural conformaban distintos servicios: hay un silo original, un vivero, un taller mecánico, una carpintería, un chalet donde funcionaba la sala de planchado y hasta el garaje que sirvió para el estacionamiento de los carruajes. Son, en total, 36 exponentes de la época prefundacional de La Plata las que encierra el parque.

## Cambio de nombre
El 23 de noviembre de 2012 obtuvo media sanción del Senado de la Provincia de Buenos Aires el proyecto de ley para cambiar el nombre del parque por el de “Gobernador Domingo Mercante”. Esta propuesta fue iniciativa del senador provincial Santiago Carreras, del Frente para la Victoria; en sus fundamentos el senador destacó que “el objetivo de cambiar el nombre del Parque Pereyra Iraola por el del gobernador bonaerense Domingo Mercante busca recordar su importante gestión y reconocer su decisión de expropiar estas tierras”. El proyecto nunca fue tratado en la Cámara de Diputados de la Provincia por considerarlo “improcedente”, ya que al haber sido declarado Reserva de Biosfera por la Unesco debe conservar el nombre vigente.